# Hartman (Colorado)
Hartman es un pueblo ubicado en el condado de Prowers en el estado estadounidense de Colorado. En el Censo de 2010 tenía una población de 81 habitantes y una densidad poblacional de 103,56 personas por km².

## Geografía
Hartman se encuentra ubicado en las coordenadas 38°7′16″N 102°13′7″O / 38.12111, -102.21861. Según la Oficina del Censo de los Estados Unidos, Hartman tiene una superficie total de 0.78 km², de la cual 0.78 km² corresponden a tierra firme y (0%) 0 km² es agua.

## Demografía
Según el censo de 2010, había 81 personas residiendo en Hartman. La densidad de población era de 103,56 hab./km². De los 81 habitantes, Hartman estaba compuesto por el 83.95% blancos, el 0% eran afroamericanos, el 0% eran amerindios, el 0% eran asiáticos, el 0% eran isleños del Pacífico, el 16.05% eran de otras razas y el 0% pertenecían a dos o más razas. Del total de la población el 25.93% eran hispanos o latinos de cualquier raza.